# Леонард Туржански
Леонард Викторович Туржански (на руски: Леонард Викторович Туржанский) е един от първите руски художници-импресионисти, пейзажист, създал проникновени образи на руската природа. Член на организацията на Передвижниците.

## Биография
Леонард Туржански е роден на 9/21 февруари 1875 г. в град Екатеринбург, в семейството на лекар. От детските си години се увлича по рисуването и професията му е отрано определена.
От 1889 до 1895 г. Леонард учи в Алексеевското реално училище в родния си град, където редовно се занимава с живопис, а по рисуване му преподава живописецът и иконописец Николай Плюснин. През 1895 г. заминава за Санкт Петербург и постъпва едновременно в студиото на графика Лев Дмитриев-Казански и в Централното училище по техническо рисуване на барон Александър Щиглиц. След година се премества в Москва, където се обучава в Строгановското художествено-промишлено училище.
През 1898 г. постъпва в Московското училище по живопис, скулптура и архитектура, което завършва през 1909. Там учи под ръководството на Николай Касаткин, Абрам Архипов и Василий Бакшеев. Отделно посещава пейзажните класове на Аполинарий Васнецов и на анималиста Алексей Степанов. По-късно преминава в майсторския клас за портрет и жанрова живопис, ръководен от Валентин Серов, а след това – от Константин Коровин.
През 1903 г. сам, а след това и през 1905 двамата с Василий Перов, предприемат пътуване в Северна Русия. Обикалят Колския полуостров, пътуват по Северна Двина и река Сухона. Още през същата година, на изложби на Передвижниците и на Съюза на руските художници, показва цикъл работи, рисувани по време на това пътешествие.
До Октомврийската революция изпълнява поръчки за икони, включително и в иконописното ателие на Кожевников. През 1911 г. става член на организацията на Передвижниците и взима активно участие в техните изложби. Туржански е член-учредител на Обединението на руските художници-реалисти. От 1924 г. членува в Асоциацията на художниците на революционна Русия. В продължение на две години, от 1919, преподава в Екатеринбургското художествено-промишлено училище и взима участие в празничното оформление на града за честване на Октомврийската революция.
През 1920 г. се мести за постоянно в Москва, където взима участие в различни изложби – на Асоциацията на художниците на революционна Русия, на Съюза на московските художници, в задгранични изложби. През Втората световна война, в периода 1941 – 1942 г. е евакуиран в Северен Кавказ.
Постоянен източник на вдъхновение за художника е природата на родния Урал. Любими места са околностите на село Малый Исток край Екатеринбург, където рисува много от пейзажите си. Дори когато през 1920 г. се заселва в Москва, той всяка пролет пътува до родния си край.
Леонард Туржански умира на 31 март 1945 г. в Москва.

## Творчество
Творчеството на Леонард Туржански се отличава с жанрово разнообразие – рисува портрети, битови композиции и работи като театрален декоратор. Но най-значителните му творби са пейзажите. Той успява да открие нови сюжети и се вдъхновява от вечния кръговрат на природата – рисува прозрачната уралска пролет, летните залези, обхващащи цялото небе, обраните есенни поля и блестящата снежна руска зима. В творчеството му са обединени традициите на руския реалистичен пейзаж с импресионизма и маниера на новото поколение московски живописци.
В началото в работите му се усеща подражателсвото и същественото влияние на неговите именити учители, но постепенно младият художник съумява да създаде свой собствен стил. Сред произведенията му има както жанрови платна, така и портрети. Такива са „В провинцията“ (1910), портретите на артистката Вера Петрова (1905) и на писателя Иван Бунин (1905) и други. Открояват се портретите на брат му, рисуван през 1910 г. и на жена му В.С. Любимова от 1913 г.
Още от най-ранните му творби творческият облик на художника обаче, се проявява най-ярко в неговите пейзажи – „Последният сняг“ (1898). Той високо цени силата на първото впечатление и затова създава картините си „на един дъх“, без предварителни етюди и ескизи. Рисувани непосредствено от натура, работите на художника предават силата и красотата на руската природа и поразяват с точно наблюдение и голямо живописно майсторство. Той е един от най-емоционалните пейзажисти на своето време, възпява земята и слънцето на родния Урал и посвещава на това цялото си творчество. Художникът изобразява уралското село, неговите улици и огради, разстилащите се зад тях безкрайни поля и успява да намери красота даже и в най-незначителните теми и мотиви. Често рисува Уралските планини, Подмосковието и западните покрайнини на страната.

### Пейзажи
През 1905 г. показва цикъл работи, рисувани по време на двете му пътувания из Руския Север – „Север. Тиха вечер“ (1905), „Помори на риболов“ (1905), „На северния бряг на Мурман“ (1905), „Априлско слънце. Пролет на Мурман“, „На север“ (1900-те). В тях се представя като вече изграден майстор, въплътил в картините си поезията в природата. Неслучайно най-добрите от тези произведения веднага са купени за Третяковската галерия.
Цялата сила на своеобразния талант на Туржански се разкрива в неголеми пейзажи от родните уралски места. Картините му са немногословни, безхитростни, лишени от каквито и да е ефекти, с прости композиции. Характерно за тях е специфичното решение на цветовата гама. Колоритът е построен не на база богатство на палитрата, а на подбрани цветове. Туржански е „художникът на колорита“, който „мисли и чувства в цветове“. Сложните цветови съчетания в пейзажите му се подчиняват на общата тоналност и на факта, че според него, чисти цветове в природата няма. Преобладават наситено землистите тонове – червено-кафяво и жълто-зелено – „Пролет в западния край“ (1910), „Летен ден“ (1911), „В края на селото“ (1912).
Особена слабост на Туржански е мирният живот, покоят и тишината на селото, на които той посвещава много свои картини – „Чайки. Кама“ (1909), „Облаци. Къщички“ (ок.1914), „Зима“ (ок.1910), „Сеитба“ (1910), „Есен на село“ (1910-те), „В степта“ (1911), „Есен. Слънце“ (1912), „Вечерта“ (1912), „Етюд. Среден Урал“ (1930-те), „Селска улица“ (1930-те), „Есенна нощ. Тишина“ (1935) и други. Имайки талант на анималист, почти всеки път одушевява пейзажите си с някакви домашни животни – кокошки, телета, кози, а най-често с коне – „Ранна пролет“ (1910-те), „Селски коне“ (1910-те), „Пладне. Стадо“ (1914), „Жълтото конче“ (1914), „Вечер. Старият кон“, „Конче“ (1917) и други.
Създава и няколко красиви московски и градски пейзажа – „На коронясване“ (1910), „Белият дом“ (1910), „Ъгълче от двора“ (1912), „Пролет. Московски двор“.
В годините след Октомврийската революция темите и живописните му похвати не претърпяват никаква промяна. Картините му продължават да са посветени на руската природа – „Вечерни сенки“ (1940).

### Интериори
Неговата дарба на изтънчен колорист и тънкото чувство за декоративност се проявяват особено в такъв специфичен жанр като изобразяване на интериори. През 1912 г. става член на Съюза на руските художници и както болшинството от тях се увлича от патриархалното общество и старинните предмети – „Интериор. Червен килим“ (1921), „Интериор. Большая Никитская“ (1928) и други.

## Театрална дейност
Заради увлечението му по театъра, с неговите празничност и зрелищност, той започва да се занимава с театрален декор. Впечатлението от разнообразието на цветове, обеми и пространства разширява диапазона на възприятията му и му предава нова смелост в прилагането на колорита, което се отразява и в следващите му пейзажи. Художникът започва да се занимава с декор, освен за театрални постановки, и за музикални спектакли и опери. Освен това проектира и рисува ескизи за театрални костюми.

## Музеи и галерии
Негови произведения са изложени в Третяковската галерия, в Държавния руски музей, Севастополския, Рязанския, Калужкия, Сумския, Иркутския, Одеския, Днепропетровския, Нижниновгородския, Владимиро-Суздалския, Владимирския, Рибинския, Чувашкия, Самарския областни художествени музеи, картинни галерии и други. Известна част от картините му се пазят в частни колекции.